# Svatopluk Čech
Svatopluk Čech (Ostředek, 1846. február 21. – Prága, 1908. február 23.) cseh költő, a 19. század cseh irodalmának egyik legjelentősebb alakja. 

## Életpályája
Miután Prágában elvégezte jogi tanulmányait, a Pokrok szerkesztője, később a Světozor, majd 1873-tól 1876-ig a Lumir, 1879-től pedig a Květy társszerkesztője volt és közben mint ügyvéd is működött. Verses művei: Az álmok (1872); Az adamiták (1873); Versek (1874); Újabb versek (A cserkesz, Európa, Jan Žižka, A hársfa árnyékában stb. Prága, 1880, 3. kiad. 1886); Václav z Michalovic (1882, 3. kiad. 1886); A lesetíni kovács (1883); Dagmar (1883—1885); Slavia (1889); Reggeli dalok (1887, 2. kiad. 1888); Új dalok (1888); A rabszolga dalai (1894). Prózai művei: Elbeszélések, arabeszkek és humoreszkek (1878—80, 4 rész); A halhatatlanság jelöltje (humoros regény, 1884); Keleti emlékek (1885). 
Čech korának legismertebb és legkedveltebb cseh költője volt, egyúttal a legjobb humoros elbeszélőinek egyike. Mint költő különösen az epikában jeles. Versei a 19. század utolsó évtizedeiben rendkívül népszerűek voltak. A Pisně otroka (A rabszolga dalai, 1894) című lírai verseskötete 35 kiadást ért meg. Mind lírai költeményeiben, mind eposzában a cseh nemzeti érzést dicsőíti és pánszláv eszméket hirdet. Nemzeti politikai irányelveivel szerencsésen vonja párhuzamba a szociális megértést, az egymás mellett élő népek sorsközösségének gondolatát. Prózai költeményeiben pompás humorral rajzolja a prágai nyárspolgárokat. Egy rabszolga éneke c. költeményét számos nyelvre lefordították. Összes műveit még maga rendezte sajtó alá, 20 kötetben.